# 신월동 기부천사
이상락은 신월동 기부천사나 명동의 얼굴 없는 천사로 알려진 2011년부터 2016년까지 대한민국 서울특별시 명동에 설치된 구세군 자선 냄비에 1억원어치 수표를 넣었던 익명의 기부자이다. 그는 '신월동 주민'이라는 명의로 2011년 12월 1억 1000만원을 명동 자선냄비에 기부하여 거리모금 사상 최고액을 기록한 것을 시작으로, 이듬해 같은 장소에서 1억 570만원 어치의 수표를 냄비에 넣었다. 자원봉사자의 말에 따르면 50~60세의 택시를 탄 중년 남성이었으며, 자선냄비본부는 수표와 같이 건넨 편지의 필적을 감정하여, '신월동 주민'이 작년도의 1억원 수표 기부자와 동일인임을 알고 있었다고 한다.
이상락은 2014년까지 억대의 기부금을 자선냄비에 익명으로 기부했다. 그러다 2015년, 지인에게 자신이 죽은 뒤 정체를 밝혀달라고 부탁한 것이 노출되어 세간에 본명이 공개되었다. 그는 타일 장사 등으로 번 돈을 기부하고 있었으며, 2015년 12월 한국 구세군으로부터 1억원 이상의 고액 기여자들을 뜻하는 '베스트 도너'에 13번째로 선정되었다. 공개된 이후 그는 2015년 10월 적십자사와 2017년 김대중노벨평화상 기념관에 각각 1,000만원, 2018년 인도네시아 지진 성금으로 1억원을 기부했다. 2020년에는 대한적십자사에 취약계층 노인을 위한 성금 2억원을 기탁하고, 23년간 계속 하던 타일 장사를 그만 두고 건설업에 도전했다.